# Esterasa
Una esterasa es una enzima que rompe un enlace éster dando como resultado un alcohol y un ácido, para ello utiliza una molécula de agua 
(hidrólisis). Existe una gran variedad de esterasas que difieren en su especificidad de sustrato, en su estructura proteica y en su función biológica.
R-CO-O-R' + H2O ⇄ R-COOH + HO-R'

## Clasificación EC de algunas de las principales esterasas

### Acetilesterasas
- - Acetilesterasa (EC 3.1.1.6), hidroliza grupos acetilo.
    - Colinesterasas.
      - Acetilcolinesterasa, inactiva al neurotransmisor acetilcolina.
      - Pseudocolinesterasa, amplia especificidad de sustrato, se encuentra principalmente en el hígado y en el plasma.

  - Pectinesterasa (EC 3.1.1.11), se utiliza para clarificar jugos de fruta.

### Tioéster hidrolasas
- EC 3.1.2: Tioéster hidrolasas, hidrolizan grupos tiol.
  - Tioesterasa
    - Ubiquitin carboxi-terminal hidrolasa L1

### Monoéster fosfórico hidrolasas
- EC 3.1.3: Monoéster fosfórico hidrolasa
  - fosfatasa (EC 3.1.3.x), hidroliza monoéster de ácido fosfórico en iones fosfato y un alcohol.
    - Fosfatasa alcalina, remueve grupos fosfato de muchos tipos de moléculas, incluyendo nucleótidos, proteínas y alcaloides.
    - Fosfodiesterasa (PDE), inactiva al segundo mensajero AMPc
      - Fosfodiesterasa GMPc específica tipo 5, resulta inhibida por el sildenafil (Viagra)

  - Fructosa bisfosfatasa (3.1.3.11), convierte a la fructosa 1,6-bifosfato en fructosa 6-fosfato durante la gluconeogénesis.

- EC 3.1.4: Hidrolasas diéster fosfórico

- EC 3.1.5: Hidrolasas monoéster trifosfórico

- EC 3.1.6: sulfatasas (hidrolasas de ésteres del ácido sulfúrico)

- EC 3.1.7: Hidrolasas monoéster difosfórico

- EC 3.1.8: Hidrolasas triéster fosfórico

### Exonucleasas
- Exonucleasas (desoxirribonucleasas y ribonucleasas)
  - EC 3.1.11: Exodesoxirribonucleasas que producen 5'-fosfomonoésteres
  - EC 3.1.13: Exorribonucleasas que producen 5'-fosfomonoésteres
  - EC 3.1.14: Exorribonucleasass que producen 3'-fosfomonoésteres
  - EC 3.1.15: Exonucleasas que son activas tanto con ribo- como desoxi- ribonucleótidos

### Endonucleasa
- Endonucleasas (desoxirribonucleasas y ribonucleasas)
  - Endodesoxirribonucleasa
  - Endorribonucleasa
  - Endonucleasas que actúan tanto sobre desoxi- como ribo- nucleótidos.